# دیوپسید
دیوپسید  (به انگلیسی: Diopside) با فرمول شیمیایی CaMg[Si2O6] از مجموعه کانی هاست و لومینسانس کامل قرمز تیره تا کرم نشان می‌دهد. از واژه دیوپسید اخذ شده‌است. محلول در HCl و به سختی ذوب می‌شود. CaO:۲۵٫۹٪ MgO:۱۸٫۶٪ SiO۲:۵۵٫۵٪ وادخالهای Cr (مشابه کروم دیوپسید), Zn - Mn - Fe برای اولین بار در سوئد کشف شد و از نظر شکل بلور: منشوری - بلورهای طویل کامل - قرصی شکل، رنگ: قرمز - قرمزسیاه - خاکستری، شفافیت: شفاف - نیمه کدر، شکستگی: صدفی - نامنظم، جلا: شیشه‌ای - چرب، رخ: ضعیف - مطابق با سطح، سیستم تبلور: مونوکلینیک و در رده‌بندی سیلیکات است همچنین خاصیت مغناطیسی ندارد و منشأ تشکیل آن توده‌های بازیک تا اولترابازیک - دگرگونی- است.
همایند کانی‌شناسی (پارانژ) آن واکنش‌های شیمیایی - اشعه Xاوژیت - فاسائیت- کلریت- بیوتیت- مگنتیت- گارنت هااسکارن ها- ماکله است
، از نظر ژیزمان بلوری - آگرگات دانه‌ای - توده‌ای - شعاعی فراوان است و بیشتر در ایتالیا، اطریش، سوئد، روسیه، آمریکا، استرالیا، هند و ایران یافت می‌شود.